# 공군구호대
공군구호대(중국어 정체자: 空軍救護隊, 영어: Air Rescue Group)는 타이완성 자이현 수이상향의 자이 공군기지에 본두를 두고 있는 중화민국 공군의 탐색 구조 부대이다. 국방부 공군사령부 직속부대이고 제4전술전투기연대의 군수지원을 받고 있다. 별명은 海鷗部隊, 해구부대→바다갈매기 부대.

## 조직 구조
- 국방부 연합작전지휘소(중국어판)(JOCC)
- 공군사령부
  - 군의국 국군상의조?센터
    - 지구 의원

  - 연합작전센터
    - 공군구호대
    - 쑹산 소대
    - 충항 소대

항공구난이 필요할 때, 행정원 국가탐색구조지휘소(NRCC)에서 관련 조직에 임무 요구를 전파하게 된다. 만약 공군구호대의 지원이 필요할 경우, 구호관이 국방부 부장에 의해 행정원 국가탐색구조지휘소에 배치되고, 국방부 연합작전지휘소(JOCC)에 관련 정보를 알려주게 된다. JOCC는 공군구호대에 임무지령을 내리고, 지정된 '명령을 기다리는 소대(待命組)'가 출동한다.

## 기록

### 계보
- 1950년 6월, 空軍第十大隊直升機分隊, 공군 제10대대 직승기 분대→공군 제10대대 헬리콥터 분대
- 1954년 7월, 救護中隊, 구호중대
- 1983년 8월, 空軍救護隊, 공군구호대

### 소속
1. 공군 제10대대; 1950년 6월 ~ ?
2. 중화민국 공군사령부; ? ~ 현재

### 기종

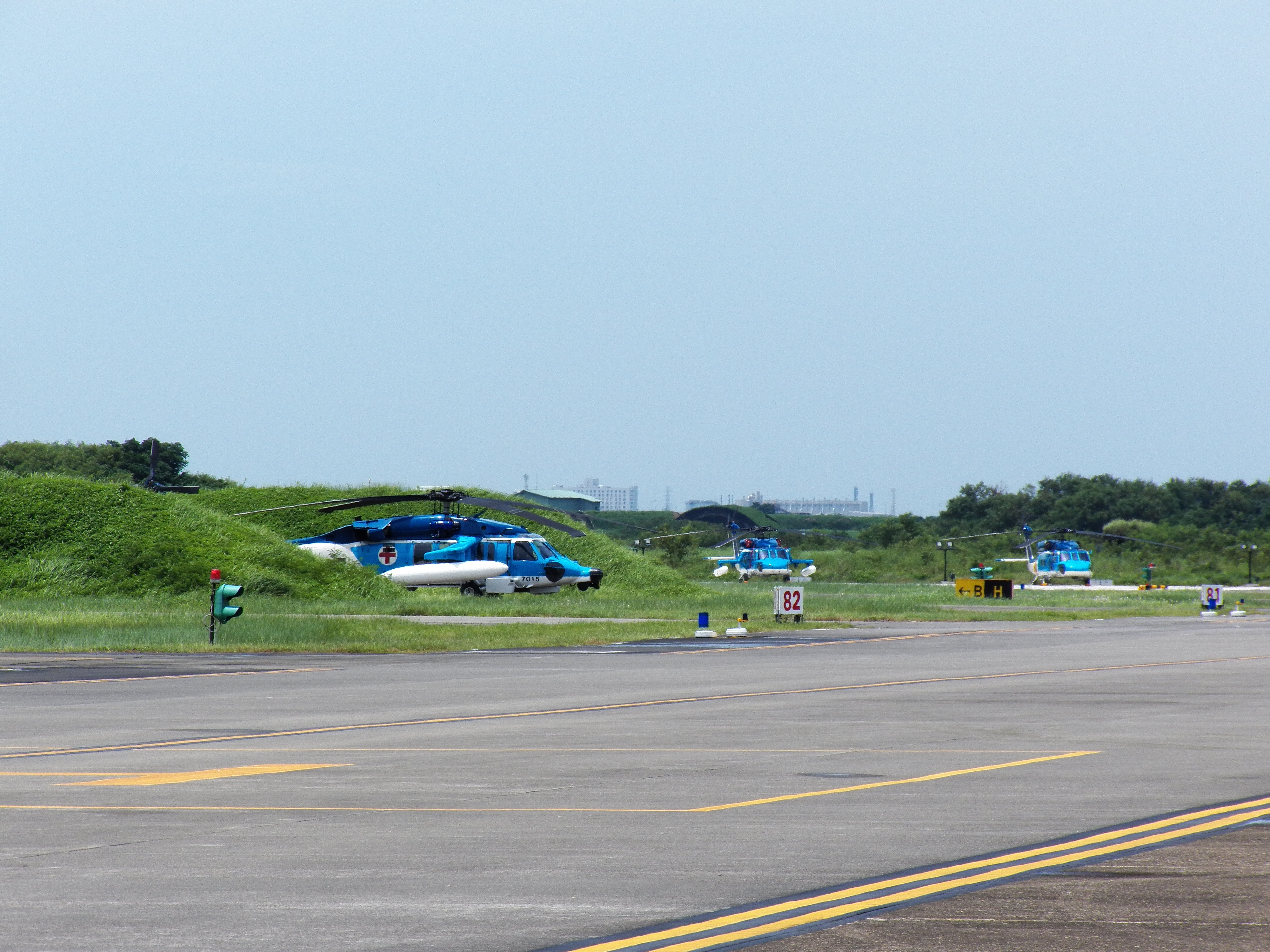
자이 공군기지 안의 S-70C (2012년 8월 11일 촬영)

#### 현재
- 시코르스키 S-70C-6 3기
- 시코르스키 UH-60M 블랙 호크 14기
- 유로콥터 EC-225 3기

#### 이전
- 그루먼 HU-16 알바트로스; 1956년 ~ 1977년
- 더글러스 C-47 스카이트레인; 1950년 ~ 1954년
- 벨 H-13 수; 1950년 ~ 1955년
- 벨 HH-1H 이로쿼이; 1961년 ~ 1987년
- 시코르스키 H-5; 1950년 ~ 1954년
- 시코르스키 H-19 치카소; 1955년 ~ 1971년
- 시코르스키 S-70; 1986년
- 컨솔리데이티드 PBY-5A 카탈리나; 1954년 ~ 1957년

## 참고
1. ↑  “搜救指揮管制組織圖”. 《空軍救護隊》 (중국어 정체). 2023년 3월 9일. 2025년 2월 4일에 확인함.
2. ↑  “現役飛機裝備” (중국어 정체). 2023년 7월 25일. 2025년 2월 5일에 확인함.
3. ↑  “救護隊歷年使用各機型之照片” (중국어 정체). 2023년 7월 25일. 2025년 2월 5일에 확인함.